# ローエングリン

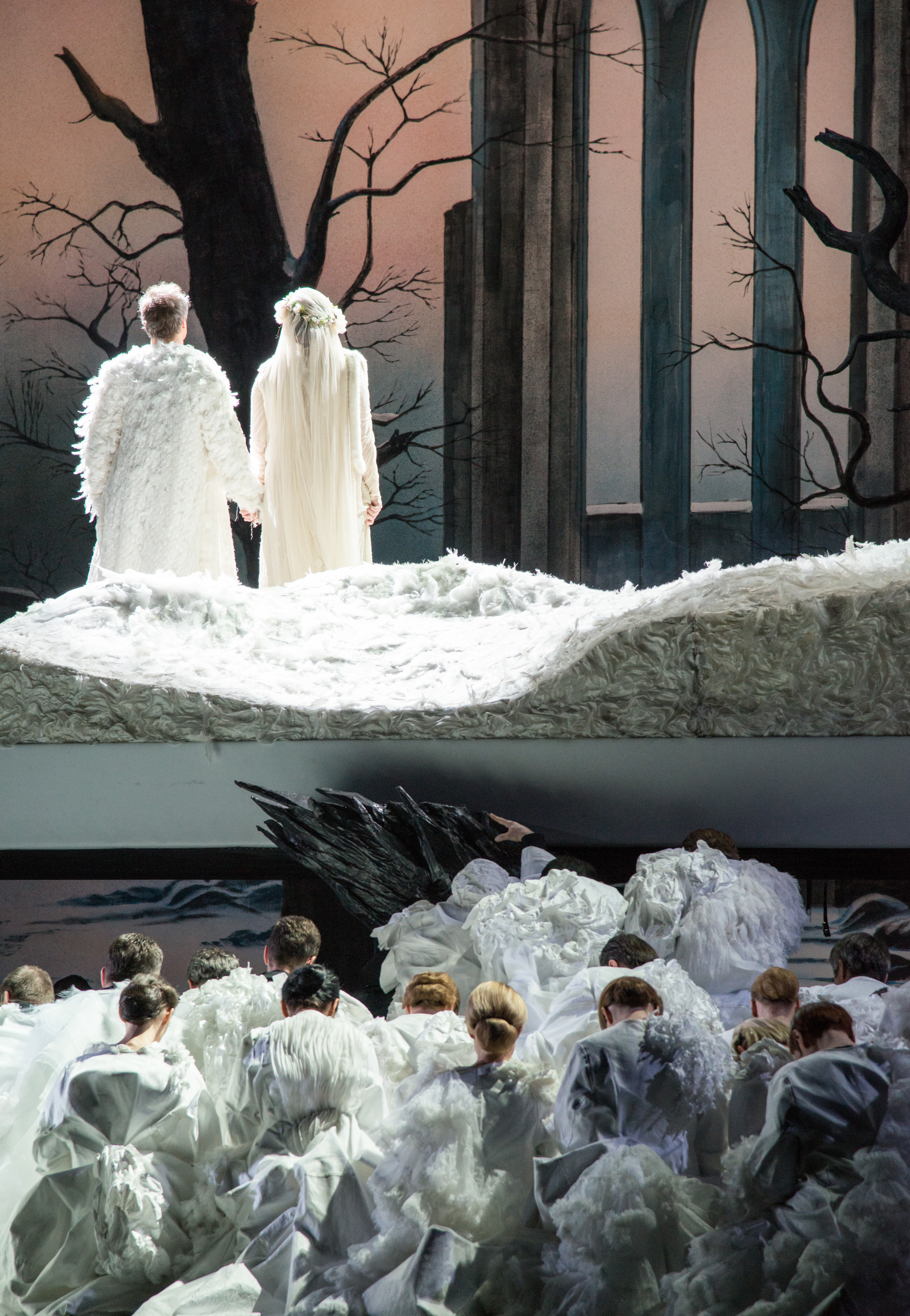
ローエングリン

『ローエングリン』（独: Lohengrin）は、リヒャルト・ワーグナーのオペラ。台本も作曲者によるもので、ローエングリンの伝説に基づき、10世紀前半のアントウェルペンを舞台とする。以降に作曲された楽劇（Musikdrama）に対し、ロマンティック・オペラと呼ばれる最後の作品である。第1幕、第3幕への各前奏曲や『婚礼の合唱』（結婚行進曲）など、独立して演奏される曲も人気の高いものが多い。

## 作曲及び初演の経緯
- ワーグナーの自伝『わが生涯』によれば、1839年から1842年にかけてワーグナーはパリに滞在し、クリスティアン・ルーカス（Ch. Th. L. Lucas）の編集した、1838年出版の『ヴァルトブルクの歌合戦』（Wartburgkrieg）に触れて歌劇『タンホイザーとヴァルトブルクの歌合戦 (Tannhäuser und der Sängerkrieg auf wartburg)』の着想を得る[1]。このとき、論文の続きにローエングリンにまつわる叙事詩についての説明があり、これを読んだことが発端とされる。
- 1843年、ヨハン・ヴィルヘルム・ヴォルフが編纂した『オランダ伝説集』が出版される。このなかにコンラート・フォン・ヴュルツブルクによる『白鳥の騎士』[2]が含まれており、ワーグナーはこれを読んだと考えられている。また、ルートヴィヒ・ベヒシュタインのメルヘン集に「白鳥にされた子供たちの物語」[3]があり、このモチーフもワーグナーは利用することになる。
- 1845年6月、マリーエンバートに温泉治療のために滞在中、ヴォルフラム・フォン・エッシェンバッハの叙事詩『パルチヴァール』やアルブレヒトの『新ティトゥレル』[4]の翻訳・再話、作者不明の叙事詩『ローエングリン』[5]に付せられたヨーゼフ・ゲレスの長大な序文（100頁近い「論文」）などを読んで、歌劇の構想を固める[6]。同時に、これらの知識は後の楽劇『ニュルンベルクのマイスタージンガー』や『パルジファル』の基盤ともなった。また、ヤーコプ・グリム『慣習法令集』や同『ドイツ伝説集』から、オルトルート像を創造したとされる。
- 1845年8月、台本の散文スケッチ完成。このときのスケッチには、第3幕でゴットフリートの姿に戻る白鳥の歌も書かれていたが、後にこれは取り消される。
- 1845年10月19日、前作『タンホイザー』のドレスデン版初演。この直後に『ローエングリン』台本も完成する。同月、ワーグナーは友人たちを集めて『ローエングリン』の台本朗読会を開く。このとき同席した友人には、建築家のゴットフリート・ゼンパー、ピアニストのフェルディナント・ヒラー、作曲家のロベルト・シューマンらがいた。朗読は友人たちに感銘を与え、シューマンは、この台本が従来の番号付きオペラでは収まらないことを理解したという。
- 1846年、春から作曲にかかる。3ヶ月でスケッチが完成し、9月からオーケストレーションにとりかかる。しかし、ドレスデン歌劇場の仕事のために中断を余儀なくされる。
- 1847年、8月に全3幕のオーケストラ・スケッチが完成。
- 1848年、1月から4月にかけて総譜を浄書。
- 1849年、ゼンパーや無政府主義者ミハイル・バクーニンらとともにドレスデンの5月蜂起に参加。しかし革命運動は失敗し、指名手配されたワーグナーはリストの助けを得て、スイスのチューリヒに亡命する。
- 1850年、リストの尽力によって、『ローエングリン』がヴァイマルで初演の運びとなる。ワーグナーはなんとか初演を見たいと潜入を画策するが、リストに制止されて断念。この前後、『ローエングリン』の初演を巡って、ワーグナーとリストは頻繁に手紙を交わしている。結局ワーグナーが全篇上演を見ることがかなったのは1861年のことで、ヨハン・シュトラウス2世がワーグナー紹介に努めたウィーンでの宮廷歌劇場による舞台であった。

## 初演
初演は1850年8月28日、フランツ・リストの指揮によりヴァイマル宮廷劇場で行われた。
日本での初演は1932年12月18日、東京音楽学校秋季大演奏会でのクラウス・プリングスハイム指揮、ヘルマン・ヴーハープフェニッヒらの出演による演奏会形式のハイライト上演である。 
『東寶十年史』（1944年発行）の綜合年表86頁によれば、1940年12月4日に日本劇場でドイツのテノール歌手カール・ハルトマン出演、東京交響管弦楽団の演奏による上演が記録されているが、「一場」と書かれており、舞台形式による全曲演奏かは不明である。
舞台形式による本格的な初演は1942年11月23日、東京歌舞伎座で行われた藤原歌劇団の公演とされている。演奏は東京交響楽団（現在の東京フィルハーモニー交響楽団。現在の同名の団体とは別）、指揮マンフレート・グルリット、主役のローエングリンは藤原義江が演じた。堀内敬三訳の日本語訳詞で歌われたが、戦時中3時間を越える上演は禁止されていたため、内容を縮小して上演された。

## 演奏時間
演奏時間は最終決定稿で約3時間30分（各幕60分、80分、70分）。
- 第3幕は慣習的なオーケストラの経済的事情による約5分間のカットは無しで計算。
- 更に約5分を要する現在では全く演奏されない初稿の「グラール語り」も省く。

## 楽器編成
フルート3（3番はピッコロ持ち替え）、オーボエ3（3番はイングリッシュホルン持ち替え）、クラリネット3（3番はバスクラリネット持ち替え）、ファゴット3、ホルン4、トランペット3、トロンボーン3、チューバ、ティンパニ（第3幕で一時的に3人：2対と一個）、シンバル、トライアングル、タンブリン、ハープ、弦5部（14型）
舞台裏または舞台裏に吹奏楽のバンダ：フルート3（3番はピッコロ持ち替え）、3オーボエ、3クラリネット、2ファゴット、3ホルン、12トランペット、4トロンボーン、中太鼓、ティンパニ（1個）、シンバル、トライアングル、ハープ、オルガン。
いわゆる史上最初の完全な三管編成であるが、これによって同じ楽器で同じ音色による三和音が単独で可能となる画期的な試みとなった。

## 主な登場人物
- ローエングリン（テノール）：白鳥の騎士で聖杯王パルジファルの息子。名前と氏素性は秘密だが、第3幕で明かされる。
- エルザ・フォン・ブラバント（ソプラノ）：ブラバント公国の公女。
- フリードリヒ・フォン・テルラムント伯爵（バリトン）：ブラバント公国の実権をねらう。
- オルトルート（メゾソプラノ）：フリードリヒの妻でラートボート家の子孫。魔法使い。
- ハインリヒ・デア・フォーグラー（バス）：初代東フランク王ハインリヒ1世。
- ハインリヒ王の伝令（バス）
- ゴットフリート（歌わない）：エルザの弟。公国の世継ぎ。
- ブラバントの貴族4（テノール2、バス2）
- 小姓4（ソプラノ2、アルト2）

## 構成とあらすじ

### 第1幕
第1場
前奏曲。アントウェルペンのスヘルデ河畔。ハインリヒ王がハンガリーとの戦いのために兵を募る。そこへフリードリヒが現れ、ブラバント公国の世継ぎゴットフリートが行方不明になり、ゴットフリートの姉エルザに弟殺しの疑いがあるとして王に訴える。王はエルザを呼び出し、釈明を促す。
第2場
エルザは夢見心地の様子で、神に遣わされた騎士が自分の潔白を証明するために戦うと話す。王の伝令が騎士を呼び出す。すると白鳥が曳く小舟に乗って騎士が登場する。
第3場
騎士は、自分がエルザの夫となり領地を守ること、自分の身元や名前を決して尋ねてはならないことを告げ、エルザはこれを承諾する。「神明裁判」によって、フリードリヒと騎士は決闘し、騎士が勝利するが、フリードリヒは命を助けられる。

### 第2幕
第1場
夜のアントウェルペン城内。庭の物陰で、フリードリヒは妻オルトルートに、決闘に敗れた自分が追放処分になること、エルザに弟殺しの罪を着せるようけしかけたのはオルトルートであることをもらして、悪態をつく。オルトルートは、騎士が決闘に勝ったのは魔法を使ったためであり、名前と素性を言えと迫られるか、あるいは体の一部でも切り取れば魔法が解けるという。フリードリヒは気を取り直し、2人は『復讐の二重唱』を歌う。
第2場
バルコニーに現れたエルザにオルトルートは嘆いて彼女の同情を誘い、さらに騎士への疑念を吹き込む。オルトルートはキリスト教以前の神々として、男神ヴォータン、女神フライア（のちに楽劇『ニーベルングの指環』にも登場する）の名を呼ぶ。
第3場
夜が明けると王の伝令が現れ、フリードリヒがまがい物の力を用いて神前決闘を為したことを咎め、ブラバントから追放し、神聖ローマ帝国騎士の称号を剥奪することを宣言する。これにより、フリードリヒは、フリードリヒ・フォン・テルラムントからフリードリヒ・テルラムントになる。
続けて王の伝令は、騎士がエルザと結婚してブラバントの守護者となることを告げる。4人の貴族が東方出征への不満をもらしているところへフリードリヒが現れ、企てを話す。
第4場
婚礼の式のために礼拝堂へ向かうエルザ。『エルザの大聖堂への入場』の音楽。突然オルトルートが行列を阻んでエルザを罵り、素性の知れない騎士を非難する。
第5場
ハインリヒ王と騎士がやってくるところ、フリードリヒも群衆に向かって騎士が魔法を使っていると告発し、名前と素性を明かせと迫り、エルザは動揺する。騎士はフリードリヒらをエルザから引き離し、「自分に答えを要求できるのはエルザただひとり」だと答える。エルザは騎士の戒めを守る事を高らかに宣言したため、騎士は「さあ!神の御前に赴こう」と促し、2人は礼拝堂へと入っていく。
その後、姿を一人恨めしそうに見つめるオルトルート。しかし気が萎えるどころか、ますます復讐の念を強める。禍々しい者の勝利を確信した如き、不気味な音楽が流れて、幕が降りる。

### 第3幕
第1場
華々しい前奏曲のあと、『婚礼の合唱』（いわゆる「ワーグナーの結婚行進曲」）。
第2場
エルザと騎士は初めて二人きりになる。騎士はエルザに疑いの心を持たないように再三再四説く。しかし、エルザは次第に不安が募り、夫に対する疑念にも似た気持ちは抑えられず、とうとう騎士の素性を問い詰め、騎士は困惑する。そこへフリードリヒが仲間の貴族を率いて乱入し、エルザは即座に騎士に刀を渡す。騎士は渡された刀でフリードリヒを一撃で倒し、貴族たちは戦意を失う。するとそこにむなしくも悲しい空気が静かに漂う。永遠のしあわせは瞬時に奪われた。しばらくの沈黙の後、騎士は、お付きの女官に命じてエルザを着替えさせる。
第3場
場面転換の間奏はトランペットとティンパニの壮大なファンファーレ。第1幕と同じスヘルデ河畔。出征を控えた王や大衆はいよいよ色づくも、エルザはうなだれて足取りも重く、続いて旧テルラムント臣下が亡主の遺骸を掲げて入場する。そこに騎士が登場するが、「皆さんと戦いに赴く事が出来ない」と宣言し、同時にエルザが禁問の戒めを破った事を訴えた。騎士は続けて、悲しみ、苦しみ、逡巡するも、力を振り絞り、ハインリヒ王の前で、「私は、はるか彼方にあるモンサルヴァート城で聖杯を守護する王パルツィヴァルの息子、ローエングリンだ」と名乗る。白鳥が小舟を曳いて迎えにやってくる。ローエングリンは角笛と刀と指輪をエルザに手渡すが、指輪だけは丁重にエルザの手の中に置いた。復讐を遂げた事に満足したオルトルートはあざ笑うが、ローエングリンが静かに祈りを捧げると、白鳥は人間に姿を変える。その白鳥こそ、ブラバントの正嗣であり、オルトルートの魔法によって行方不明にされていたゴットフリートだった。叫び声を上げて倒れるオルトルート。小舟に乗ったローエングリンは悄然として去り、エルザもまたゴットフリートの腕の中で息絶える。
なお、初稿では「ローエングリーンの名乗り」の後、5分程度の「グラール語り」が書かれたが、後に削除されていて、さらに実際の上演では、上述のギャラの協定によってもう5分程度カットされる。

## オペラ中のよく知られる曲

### 第1幕への前奏曲
イ長調。8分割されたヴァイオリンが奏する縹渺とした和音から始まり、聖杯を象徴する旋律が奏される。旋律は柔らかな管楽器に受け継がれ、次第に音程が低く、厚くなっていく。やがて啓示的なフォルティッシモの爆発に高まるが、再びもとの天空に戻っていくかのように消えていく。1853年にワーグナー自身が書いた解説によれば、この前奏曲は、天使の群れによって運ばれてきた聖杯が、まばゆいばかりの高みから降臨してくる印象である。
この前奏曲はオペラ中でも特に名高く、独立して演奏されることも多い。1851年にリストが発表した論文には「虹色の雲に反射する紺碧の波」と書かれている。1860年にパリでこの前奏曲を聴いたベルリオーズは「どの観点からしても驚嘆に値する」と述べた。また、1871年にはチャイコフスキーも「おそらくワーグナーの手による最も成功した、かつ最も霊感に満ちた作品」としている。下って1918年にはトーマス・マンが「存在するすべての音楽のうち、最もロマンティックな恩寵にあふれた前奏曲」だと述べている。マンは1949年にもこの前奏曲について触れ、「青と銀で輝く」と表現した。これらのうち、リストやマンが「青色」について言及している点は、イ長調の調性と色彩のイメージとの関連で興味深い。

### エルザの大聖堂への行列
第2幕第4場の音楽。木管の祈りにも似た清楚な旋律が次第に高揚していく。ルシアン・カイリエによる吹奏楽編曲がよく知られるほか、フランツ・リストによるピアノ編曲版（「タンホイザーとローエングリンからの2つの小品 S445」の2曲目）やエドウィン・ルメアによるオルガン編曲版なども存在する。原曲ではクライマックスでオルトルートが行列を妨害するため中途半端なまま音楽が切り替わってしまうが、これらの編曲では終結部が付け加えられている。

### 第3幕への前奏曲
ト長調、三部形式。壮麗で演奏効果の高いこの曲は、『ヴァルキューレの騎行』などとともにワーグナーの代表的なオーケストラ・ピースとして独立してよく演奏される。またこの曲も吹奏楽編曲による演奏がよく行われる。演奏会用の場合、原曲の最後に「禁問の動機」が付け加えて奏されることも多く、あるいは『婚礼の合唱』が続けられることもある。

### 婚礼の合唱（Brautchor）
三部形式。いわゆる「ワーグナーの結婚行進曲」として、メンデルスゾーンの『結婚行進曲』（『夏の夜の夢』の劇付随音楽から）と並んで名高い。しかし、オルガンなどに編曲されるのが一般的であるため、原曲が管弦楽付きの合唱で歌われることはあまり知られていない。

## 結末について
最後には主な登場人物のほとんどが去り、あるいは死んでしまうという悲劇的な展開は、当初から議論があった。特にローエングリンが去り、エルザが死ぬという結末については、1845年11月の友人たちを集めた朗読会でもすでに異論が出され、初演後の1851年にもアードルフ・シュタールによって批判を受けた。ワーグナーもこの点には葛藤があったらしく、批判を受けて、ローエングリンが去らずにエルザと結ばれる「ハッピーエンド」や、エルザもローエングリンとともに去る、といった案を検討したとされる。しかし結局どの案も採用には至らず、批判へのリストの反論もあって、結末が変わることはなかった。このことについて、のちにワーグナーはギリシア神話の「セメレとゼウス」を引き合いに出して釈明している。ギリシア神話で人間の女であるセメレは、恋人ゼウスに対し神としての真の姿を見たいと願ったために、その願いを叶えたゼウスの雷に打たれて焼け死んでしまうのである。

## ワーグナーとリスト
リストは1848年からヴァイマル宮廷楽団の宮廷楽長の座にあった。ワーグナーより2歳年長のリストは、ワーグナーの音楽の紹介に努め、1849年5月に『タンホイザー』をヴァイマルで上演していた。同月にドレスデンの革命蜂起が失敗し、これに荷担していたワーグナーの逮捕状が出ると、リストはワーグナーのスイスへの出国に手を貸し、チューリヒでの亡命生活にも援助を惜しまなかった。
リストがヴァイマルで『ローエングリン』を初演指揮した直後、1850年9月2日付けのワーグナー宛の手紙には、「君の『ローエングリン』は始めから終わりまで崇高な作品だ。少なくないところで私は心底から涙を流したほどだ」と書いている。
2人の交友関係は、リストの弟子であったハンス・フォン・ビューローと結婚した娘コジマが、不倫関係の末にビューローと別れて、1870年にワーグナーと結婚したことでいったん絶縁状態となるが、1872年にはワーグナー夫妻の熱心な招きに応じたリストがバイロイトを訪問し、和解している。

## 革命運動とワーグナー
『ローエングリン』の作曲当時、ワーグナーは革命運動に身を投じている。その理由には大きく2つ考えられている。一つは自作『さまよえるオランダ人』や『タンホイザー』がおざなりにしか受け容れられず、自分の音楽が理解されないことへの不満、もう一つはドレスデン歌劇場の仕事への不満からくる当時の体制への批判である。しかし、ワーグナーには政治的な革命思想はなく、のちにルートヴィヒ2世の庇護を受けたことからも明らかなように、むしろ王権の権威などについては積極的な支持者であった。このため、革命運動のさなかに、主導者たちと袂を分かって逃亡したともされる。このような経験は、エルザに受け入れられずに去っていくローエングリンの姿にも投影されていると考えられている。

## ローエングリンに魅せられた人物
作曲家のピョートル・チャイコフスキーは、ワーグナーの諸作品の中で『ローエングリン』を特に高く評価していた。チャイコフスキーのバレエ音楽『白鳥の湖』（1877年初演）は、白鳥が象徴的な意味を持つという共通点やメロディの類似性など、『ローエングリン』から受けた影響が指摘されている。
『ローエングリン』は、ワーグナーのオペラの中でも人気が高く、一時期はもっとも演奏機会の多い作品となっていた。
1861年にミュンヘンで上演された『ローエングリン』を観て魅了されたのが、当時バイエルン王国の王太子だった15歳のルートヴィヒ2世である。ルートヴィヒは1864年に王位に就くとワーグナーを招聘し、ワーグナーの負債の全てを肩代わりするとともに、高額の援助金を支給した。またリンダーホーフ城内に『タンホイザー』ゆかりの「ヴェーヌスの洞窟」を作らせ、そこで楽士にオペラのさわりを演奏させ、自身はローエングリンの扮装をして船遊びを楽しんだ。ルートヴィヒが多額の国費を投じたノイシュヴァンシュタイン城（日本語に訳せば「新白鳥石城」）は、『タンホイザー』や『ローエングリン』をイメージして建設されている。
アドルフ・ヒトラーもまた『ローエングリン』の熱狂的な愛好者だった。ヒトラー率いるナチス・ドイツは、ワーグナーの音楽を最大限に利用したが、とくに『ローエングリン』の第3幕でハインリヒ王による「ドイツの国土のためにドイツの剣をとれ!」の演説が、ドイツとゲルマン民族の国威発揚のためにあらゆる機会に利用された。このことがあってか、チャップリンによる映画作品、『独裁者』において主人公が地球儀をもて遊ぶ場面とラストシーンで第1幕への前奏曲が使われている。